# Móda na červeném koberci

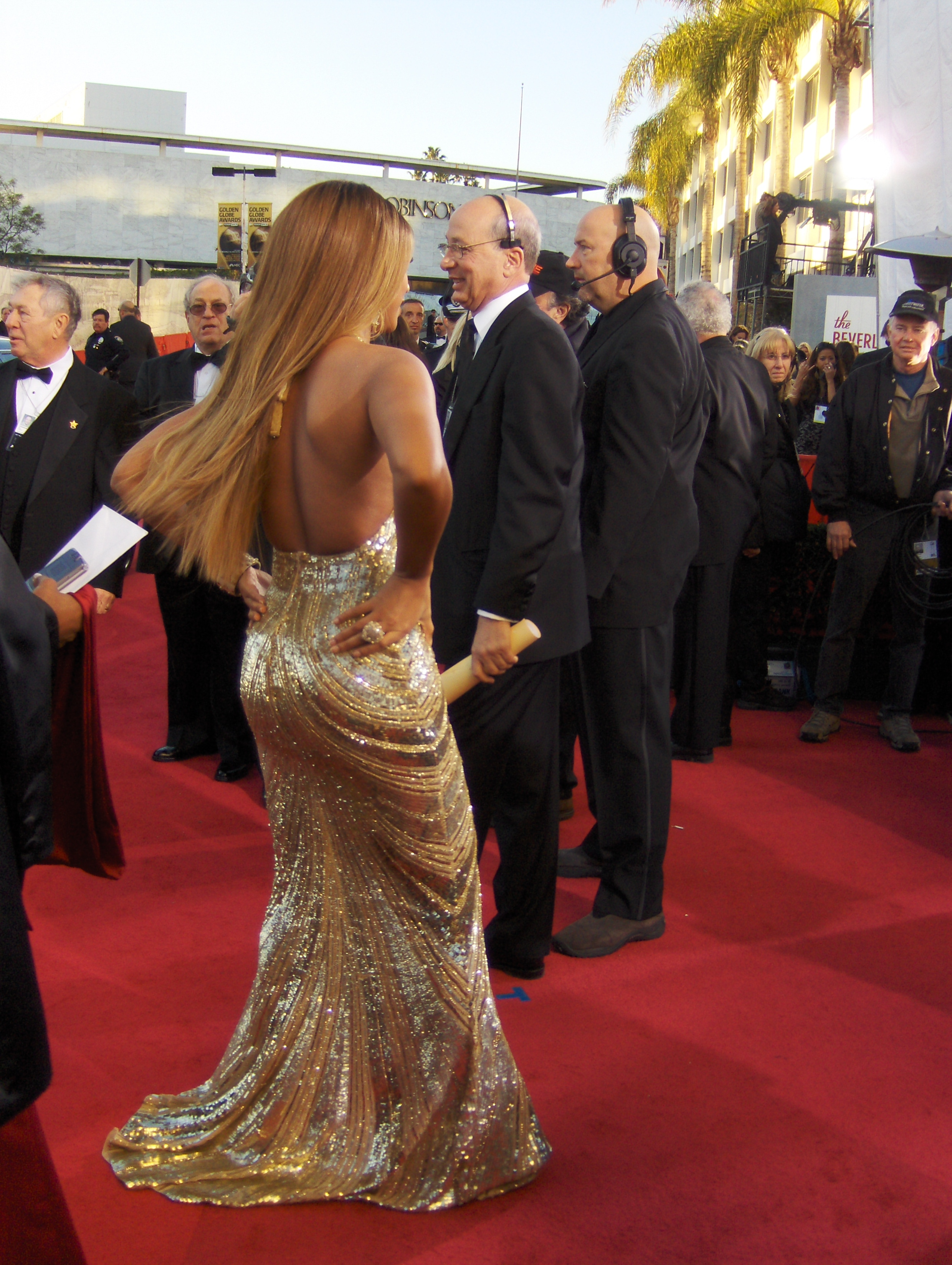
Beyoncé na červeném koberci na 64. ročníku udílení Zlatých glóbů 15. ledna 2007

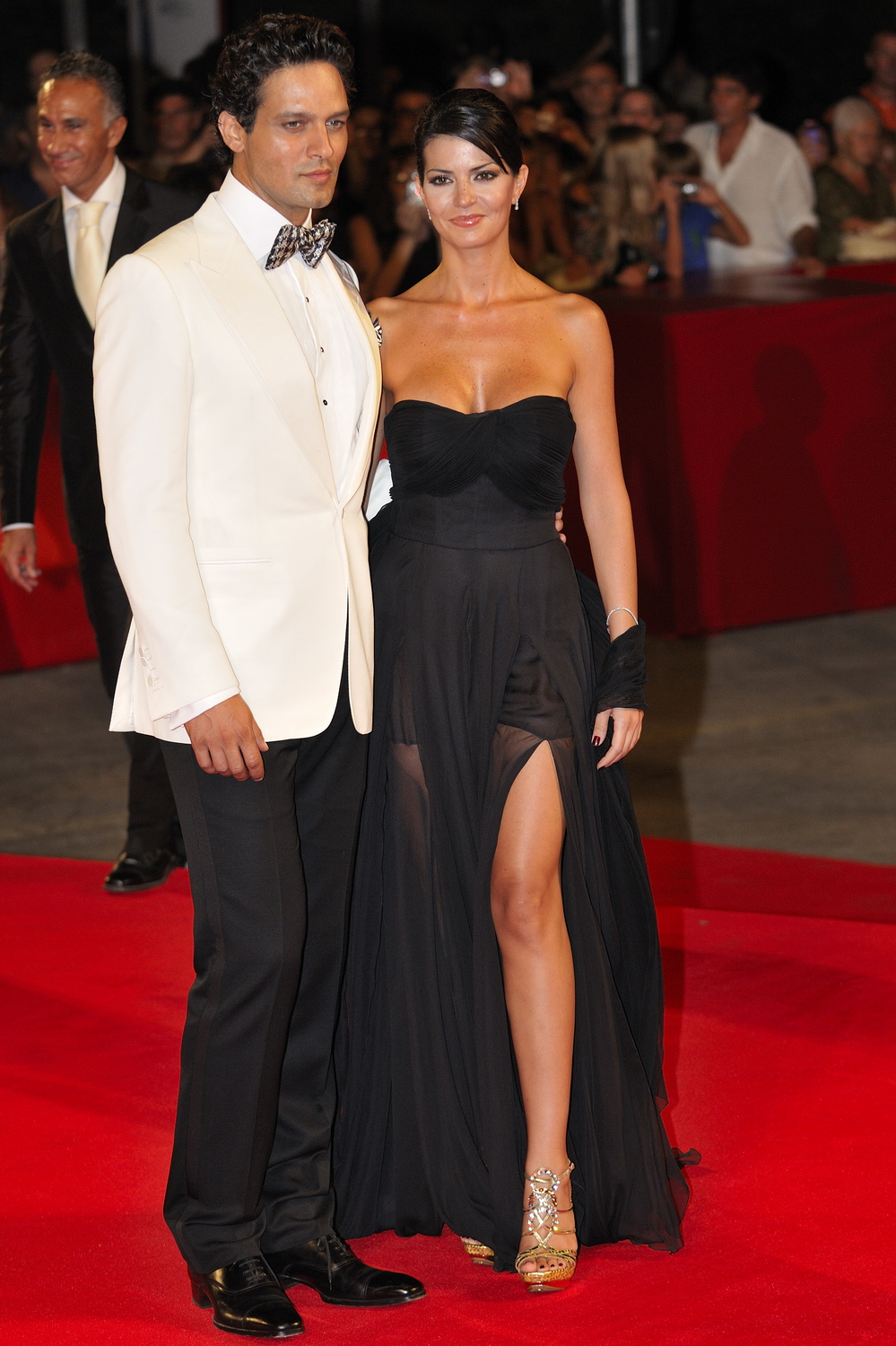
Italští herci Gabriel Garko (v černé kravatě) a Laura Torrisi na červeném koberci na filmovém festivalu v Benátkách, 2009

Móda na červeném koberci (angl. Red carpet fashion) označuje oblečení, které se nosí na červeném koberci při významných slavnostních událostech, jako jsou předávání cen a filmové premiéry. Oblečení, které se nosí na slavnostních ceremoniálech, jako je předávání Oscarů a Zlatých glóbů, se neustále těší intenzivnímu zájmu světových médií, takže červené koberce jsou pro módní návrháře velmi důležitou oblastí pro mezinárodní prezentaci nových kolekcí. Navzdory publicitě, které se dostává slavnostním ceremoniálům, mají na svět módy značný vliv i další události na červeném koberci, jako je například ples Met Ball pořádaný časopisem Vogue.

## Styl červeného koberce
Před 90. lety 20. století si mnoho celebrit vybíralo šaty na červený koberec samo a Oscaři se zapsali do paměti svými neobvyklými a výstředními outfity, včetně roztrhaných džínů, flitrových kombinéz a dokonce indiánských čelenek. Na ceremoniálech, jako jsou Zlaté glóby, bylo až do konce 90. let zřídka vidět hvězdu ve formálním oblečení a mnoho nominovaných přicházelo neformálně oblečených. Když v roce 2000 přišla Halle Berryová na ceremoniál v okouzlujících bílých šatech značky Valentino, bylo to označeno za změnu, která stanovila standard pro styl červeného koberce Zlatých glóbů, a podle Phillipa Blocha, jejího tehdejšího stylisty, „začala doba, kdy šaty mohly skutečně udělat kariéru.“ Rostoucí závislost na módních stylistech se objevovala od 90. let a vedla ke kritice, že móda na červeném koberci, zejména na Oscarech, nyní působí „nevýrazně a homogenně“, podle modelu „diskrétně elegantních šatů, jemně vyčesaných účesů a spousty diamantových šperků“. Úkolem stylisty je snažit se zajistit, aby klientka získala za svůj vzhled pouze pozitivní publicitu a neobjevovala se na seznamech „nejhůře oblékaných“.
V roce 2004 deník The New York Times v otázce „Ukradne půvab Zlatých glóbů scénu Oscarovi?“ poznamenal, že širší spektrum potenciálních nominovaných na „mladších a modernějších“ Glóbech, a to jak z televizní, tak filmové tvorby, nabízí návrhářům více příležitostí, aby se jejich práce objevila na červeném koberci. Na rozdíl od Oscarů jsou nominovaní na Zlaté glóby a další akce pod menším tlakem, aby si vybrali drahou, jedinečnou róbu haute couture, což je snazší i pro návrháře, kteří mohou nabídnout vzorky ze svých nejnovějších konfekčních řad. Jednou z nejvíce medializovaných a diskutovaných rób na červeném koberci byla konfekční zelená róba Versace, kterou měla na sobě Jennifer Lopezová na 42. ročníku předávání cen Grammy 23. února 2000.

## Publicita
Mít šaty na červeném koberci, zejména takové, které přitahují pozornost médií, je pro návrháře velmi důležité, jak řekla Carmen Marc Valvo v roce 2000: „Návratnost v dolarech za to, že vás v šatech vyfotí nějaká celebrita, stojí celé jmění, víc než pětistránkový výtisk ve Vogue nebo Harper's Bazaar, který se objeví jen jednou. Stejný obrázek se může opakovaně objevit v novinách a časopisech po celé zemi i po celém světě. To má hodnotu stovek tisíc dolarů.“
Rok poté, co si Kate Winsletová oblékla jedny z jeho šatů na předávání Oscarů v roce 2002, návrhář Ben de Lisi řekl: „Nedokážu ani vyčíslit, jakou jsem tím získal publicitu nebo kolik jsem vydělal peněz. A teď pokaždé, když o ní někdo píše, použije její fotku v těch šatech, a tak to jde pořád dál a dál.“
Tato strategie není bez rizika, protože návrhář může investovat velké množství práce a času do vytvoření jedinečných šatů (které mohou stát až 100 000 dolarů) pro celebritu, jen aby jeho investice přišla vniveč, když se hvězda na poslední chvíli rozhodne vzít si šaty někoho jiného. Obzvláště vysoce postavené celebrity často dostávají na ceremoniál zapůjčené šaty od několika různých návrhářů, což znamená, že návrhář často až do večera neví, zda byly jeho šaty vybrány k tolik žádanému zviditelnění. Navíc riskuje, že šaty už nikdy nedostane zpět, ať už budou odmítnuty, nebo ne. Návrhář se také může rozhodnout, zda na Oscary oblékne jednu herečku, nebo navrhne celou kolekci ready-to-wear.

### Média
Módní komentáře často tvoří klíčovou součást reportáží z červeného koberce, a to jak ve specializovaných pořadech, jako je Live From the Red Carpet, tak ve zpravodajských relacích, například v BBC News. Modely z červeného koberce se často objevují i v televizních pořadech o módě, jako je například Fashion Police. Až do svého odchodu do důchodu v roce 2011 Joan Riversová a její dcera Melissa uváděly televizní recenze módních přehlídek na červeném koberci z různých ceremoniálů, včetně předávání Oscarů, Zlatých glóbů a cen Emmy. V srpnu 2007 Joan Riversovou nahradila Lisa Rinna jako moderátorka přenosů z červeného koberce televize TV Guide Network.

## Zrušené události
Když byl 65. ročník udílení Zlatých glóbů zrušen a nahrazen tiskovou konferencí v důsledku stávky scenáristů, která ohrozila i předávání Oscarů, bylo to vnímáno i jako ohrožení módního průmyslu. Nejenže byli ohroženi zavedení návrháři, ale také byla značně omezena možnost začínajících návrhářů dosáhnout širokého uznání díky prezentaci svých návrhů na červeném koberci. V roce 2008 měla řada událostí, včetně hrozby herecké stávky, která by vedla ke zrušení oscarového ceremoniálu v roce 2009, a nadcházející hvězdné prezidentské inaugurace, viditelný vliv na ceremoniál Zlatých glóbů v tomto roce. Mnoho hvězd se na Glóby obléklo do jedinečných módních rób, které by si jinak nechaly na Oscary.